# Anna Marly
Pour les articles homonymes, voir Marly.
Anna Marly, de son nom complet Anna Iourievna Smirnova-Marly (en russe : Анна Юрьевна Смирнова-Марли), née Betoulinskaïa (Бетулинская) le 30 octobre 1917 à Pétrograd (Russie) et morte le 15 février 2006 à Palmer (Alaska), est une chanteuse et guitariste française d'origine russe.
Elle a composé, à la guitare, la musique du Chant des partisans et en a écrit les paroles originales russes, tandis que les paroles françaises dues à Joseph Kessel et à Maurice Druon, neveu de celui-ci, ont ensuite servi de générique à l'émission Honneur et Patrie diffusée sur la BBC.
Elle est également l'autrice de la musique de La Complainte du partisan, écrite par Emmanuel d'Astier de La Vigerie, popularisée ensuite — avec des paroles laissées en français — par Leonard Cohen.

## Biographie
Anna Betoulinskaïa naît pendant la révolution russe au cours de laquelle son père est fusillé. Elle quitte la Russie pour rejoindre la France au début des années 1920 avec sa mère, sa sœur et sa gouvernante. Lors de ses 13 ans, cette dernière lui offre une guitare dont elle ne va jamais se séparer, ce qui va transformer sa vie.
À l'âge de 16 ans, elle prend le nom d'Anna Marly (patronyme qu'elle trouve dans l'annuaire) pour danser dans les Ballets russes. Ensuite elle entame une carrière de chanteuse dans les grands cabarets parisiens.

### Seconde Guerre Mondiale

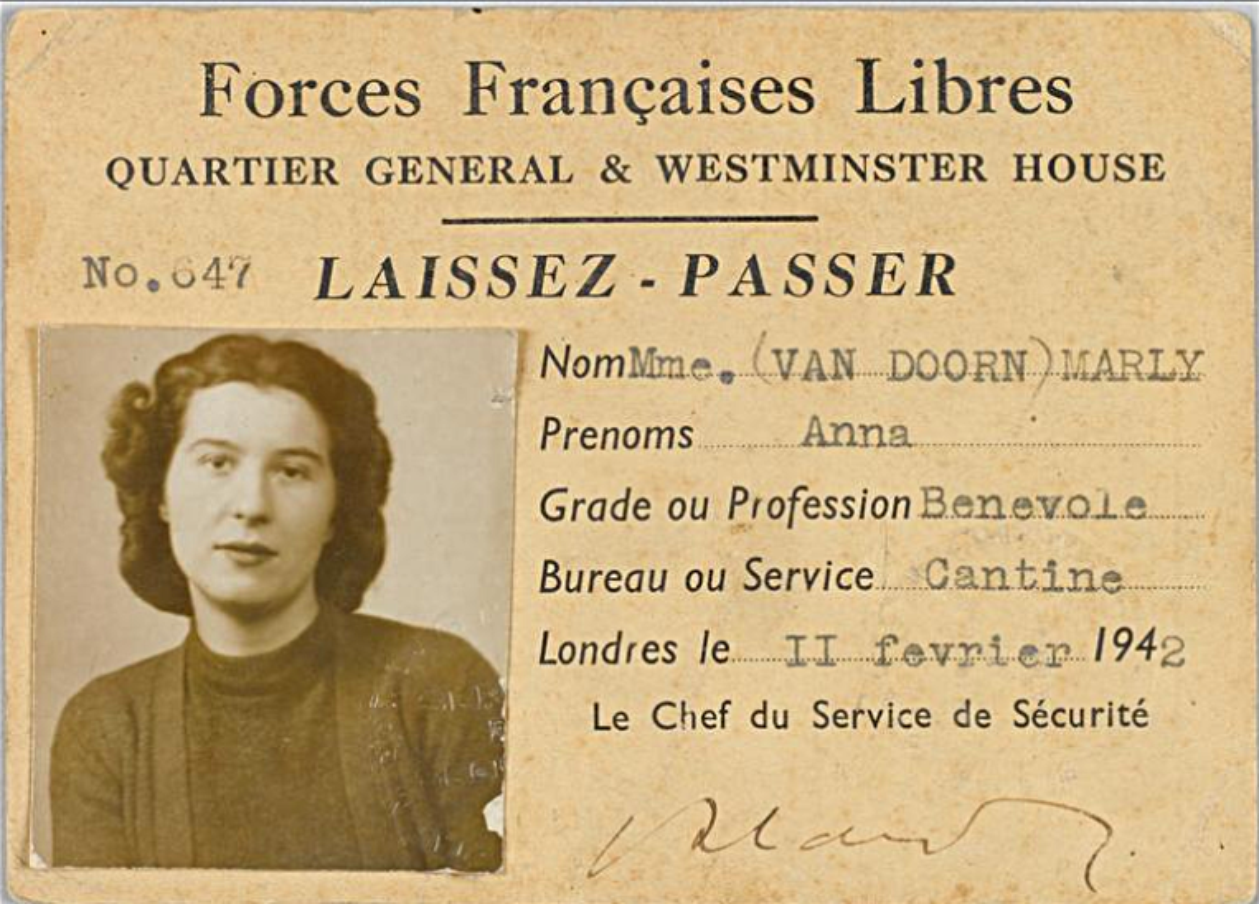
Laissez-passer des Forces Françaises Libres d'Anna Marly à Londres. Collection du musée de l'Armée

Anna Marly connaît un nouvel exode en mai 1940 qui la mène, par l'Espagne et le Portugal, à Londres en 1941 où elle s'engage comme cantinière au quartier général des Forces françaises libres de Carlton Gardens.
C'est là en 1941 qu'elle compose à la guitare la musique de La marche des partisans, ou Guerilla song, sur des paroles russes dont elle est également l’autrice. Henri Frenay écrit : « Dans sa langue natale, elle avait composé un chant : Les Partisans puis elle l'avait mis en musique. Sur cette musique inchangée et en s'inspirant de ses paroles, Joseph Kessel et Maurice Druon feront notre inoubliable Chant des partisans. »
En 1943, la mélodie du Chant des partisans (ou Chant de la Libération) est choisie comme indicatif musical de l'émission Honneur et Patrie animée par André Gillois, sifflé par Claude Dauphin, André Gillois et Maurice Druon,. L'air est enregistré le 14 mai. Il est diffusé deux fois par jour du 17 mai 1943 au 2 mai 1944 sur les antennes de la BBC. L'air est sifflé de sorte qu'il soit perceptible à l'écoute en dépit du brouillage ennemi. Il devient l'hymne de la Résistance française et le signe de reconnaissance dans les maquis.
Le 30 mai 1943, Joseph Kessel et Maurice Druon en écrivent les paroles françaises. Pour la Fédération nationale des déportés et internés, résistants et patriotes, « Le Chant des Partisans est aussi un appel à la lutte fraternelle pour la liberté : « C’est nous qui brisons les barreaux des prisons pour nos frères », et la certitude que le combat n’est jamais vain : « [ami] si tu tombes, un ami sort de l’ombre [à ta place] ». »

### Après la guerre
Après la guerre, elle quitte la France pour l'Amérique du Sud et sillonne l'Afrique avant de s'installer aux États-Unis.
Le 17 juin 2000, elle interprète Le Chant des partisans au Panthéon avec les chœurs de l'Armée française, à la veille du 60e anniversaire de l’appel du 18 Juin du général de Gaulle.
Elle meurt en 2006 en Alaska, où se trouvait son dernier lieu de résidence.

## Œuvres
Anna Marly a composé près de trois cents chansons dont les plus connues sont :
- La Complainte du partisan, sur un texte d'Emmanuel d'Astier de la Vigerie, notamment reprise en anglais sous le titre The Partisan par Leonard Cohen[a] et Joan Baez[b] ;
- Une chanson à trois temps pour Édith Piaf ;
- Le Chant des partisans.

## Hommages
Un petit square porte son nom à Meudon, dont elle est également citoyenne d'honneur, ainsi qu'une rue et un collège à Brest, de même qu'un jardin à Paris 14e : proche de la porte de Vanves, anciennement appelé le « jardin des trois communes », il est ouvert depuis le 30 mars 2013 et a été inauguré le 25 avril suivant. Depuis 2015, une rue porte son nom à Lyon.
La médiathèque de Saint-Jean-de-la-Ruelle (dans le Loiret) porte également son nom.
Depuis 2016, une voie privée de Nantes porte son nom.
Depuis 2022, un parvis porte son nom à l’entrée de la ville de Saint-Nazaire, en Loire-Atlantique.
Depuis 2023, une rue de Lyon porte son nom. Elle se situe dans le 7ème arrondissement, au bout de la rue de Gerland, sur la droite, et proche de la Gare Jean Macé. 

## Décorations
- Chevalier de la Légion d'honneur, nommée par le président François Mitterrand en 1985 à l'occasion du 40e anniversaire de la victoire alliée, « en reconnaissance de l'importance du Chant des partisans » ;
- Chevalier de l'ordre national du Mérite en 1965.